# Никола Шапарданов
Никола (Коле) Здравев Шапарданов или Шапърданов е български революционер, деец на Вътрешната македоно-одринска революционна организация.

## Биография
Никола Шапарданов е роден през 1871 година в град Крушево, тогава в Османската империя, днес в Северна Македония. През 1897 година е покръстен във ВМОРО от Методи Стойчев. Действа като куриер, организатор, терорист и в продължение на три години заедно с Петър Ацев е групов началник в Крушево. Участва в сражението при Ракитница от лятото на 1902 година, вследствие на което избухва Ракитнишката афера. Участва в пренасянето на оръжие и разпространение на вестник „На оръжие“. На 10 юни 1902 година е разкрит от османските власти и минава в нелегалност, като задочно е осъден. През това време е четник при Петър Ацев и Никола Дечев. Участва в сражения със сръбската пропаганда в Македония и гръцката въоръжена пропаганда в Македония.
След 1912 година е арестуван от сърбите и бит. На 27 април 1943 година, като жител на Крушево, подава молба за народна пенсия, която е одобрена и отпусната от Министерския съвет на Царство България.